# 赤旗勲章

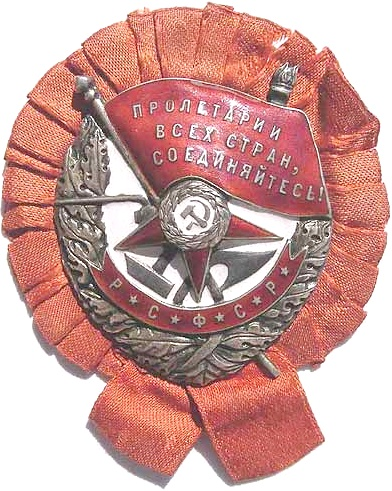
1918年-1924年の最初に制定された赤旗勲章、裏に赤い布がある。

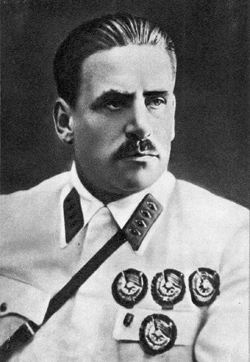
初期の赤旗勲章を4つ身に着けている、ソビエト連邦元帥ヴァシーリー・ブリュヘル。

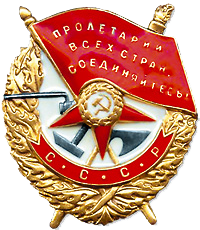
初期の赤旗勲章

赤旗勲章が装飾されている海軍旗。

赤旗勲章 (あかはたくんしょう、ロシア語: Орден Крaсного Знамени)は、ソビエト連邦が制定した初の軍事勲章。全ロシア中央執行委員会の命令によりロシア内戦中の1918年9月16日に制定された。レーニン勲章が1930年に設立されるまでは、ソビエト・ロシア及びソビエト連邦の最高賞だった。受賞者の戦場における並外れた英雄的行為、献身、勇敢をたたえるものである。勲章は個人だけでなく、部隊、都市、艦艇、政治的および社会的組織、および国営企業にも授与された。後年には戦闘への参加を必要とせず、公務が20年に達した時に、さらに30年に達した時にも再度授与された。

## 章の歴史
全ロシア中央執行委員会の命令によりロシア内戦中の1918年9月16日に制定された。
最初の受賞は1918年9月28日にヴァシーリー・ブリュヘルが受賞した。2人目の受賞者はイオナ・ヤキールだった。
ロシア内戦中には、各ソ連構成共和国および非構成共和国のソビエト共産主義政府の制定した同様の名前の勲章が存在していた。1924年8月1日の全ロシア中央執行委員会 の法令により、受賞にふさわしい赤軍軍人を対象とした全ソビエト共通の赤旗勲章が制定された。
その他の非軍事的な賞にも名称に「赤旗勲章」を使用したものがあった。例えば労働赤旗勲章は、科学、軍事（技術または兵站）、製造、農業における偉大な功績に授与された。

## 法令
赤旗勲章は軍事勲章であり、戦闘中の英雄的行為、または戦闘行動中の傑出した勇敢な功績を顕彰するものだった。1930年4月5日にレーニン勲章が制定されるまで、赤旗勲章はソ連最高（にして事実上唯一の）軍事勲章であった。第二次世界大戦中にはさまざまな名称（「軍事勇敢赤旗勲章」「海上勇敢赤旗勲章」など）で、極度な英雄的行為を行なった個人・部隊に授与された。レーニン勲章が時に非軍人や政治指導者にも授与されたのに対して、赤旗勲章は戦闘活動中の勇敢な行為にのみ授与されるという点で、赤旗勲章はある意味レーニン勲章以上に威信ある勲章であった。著名なソ連の指揮官はほぼ全員が赤旗勲章の受章者となっている。
勲章は個人だけでなく部隊全体にも与えられ、その場合、公式の部隊名の頭に「赤旗」が加わることになっていた。海軍の艦艇の場合は、特別な軍艦旗を掲げた。

## 長期報国章
赤旗勲章は1944年から1958年までの間、軍、国家保安部、警察のいずれかに20年または30年奉職した者に対して、長期の国家に対する奉仕への恩賞として使用された。 しかし1957年9月14日のソ連最高会議幹部会の命令は、一部の軍事勲章が本来の目的から外れて長期報国章として使われることで価値を減じていると指摘した。これにより1958年1月25日にはソ連国防相、内務相、国家保安委員会委員長の共同命令によって完全奉仕記章が制定され、長期報国章としての使用は終わった。

## 説明
（右上写真）勲章は白いエナメルのバッジで、中心の赤い星の上に金色の鎌と槌があり、それを取り囲むように2本の金色のコムギの穂が配置されている。そして背景には交差する鎚、鋤、松明、そして赤旗があり共産主義の標語である「ロシア語: Пролетарии всех стран, соединяйтесь!（万国の労働者よ、団結せよ!）」という文字が書かれている。これを取り囲んでさらに2本の金色の穂があり、下部のキリル文字にはソビエト連邦を表す「エス・エス・エス・エル」（СССР）と書かれている。2回目以降の受賞の場合、回数を示す銀色の数字を書いた白いエナメルの盾が表面下部に追加された。赤旗勲章をたとえば3回受章した人の場合、最初の記章、次に「2」の数字のある記章、次に「3」の数字のある記章を並べて着用した。
初期の赤旗勲章は衣類にそのまま着けられるよう記章の裏をネジで留める方式だった。1943年以降の型は、輪のついた標準的な五角形のマウントから紐で吊り下げられるようになっている。マウントは端に1.5mm幅の白のストライプ、中央に7mm幅の白のストライプの入った24mm幅の赤い絹のモアレリボンで覆われていた。
赤旗勲章は正装時には左胸に着用され、ソ連の他の勲章と同時に着用する場合には十月革命勲章の次の位置に着用していた。ロシア連邦の勲章と同時に着用する場合には、ロシア連邦の勲章が優先され上に着用される。

## 代表的な受章者

### 個人
- ヴァシーリイ・アルヒーポフ
- ヴァシーリー・ブロヒーン（英語版）
- グレーブ・ボーキー（英語版）
- ヴァシーリー・ブリュヘル（制定後初めて受章した人物、計5回)
- イオナ・ヤキール（3回）[8]
- ゲオルギー・ジューコフ（3回）
- ニコライ・ヴラーシク（英語版）（4回）
- キム・フィルビー（1回）
- ダヴィド・ドラグンスキー
- イワン・フェジュニンスキー（5回）
- レオニード・ゴヴォロフ
- ミハイル・ヴォドピャーノフ（英語版）
- ヤーコフ・ゼルドビッチ
- アレクサンドル・ヴァシレフスキー（2回）
- ロディオン・マリノフスキー（3回）
- ミハイル・ミーニン（英語版）
- ヴァシリ・ザイツェフ
- アレクサンドル・フィリーポフ（英語版）
- ガーヤ・ガイ（英語版）
- セミョーン・チモシェンコ（5回）
- レフ・トロツキー
- ヨシフ・スターリン[9]
- セルゲイ・ビリュゾフ
- イッサ・プリーエフ
- アレクセイ・スタハノフ
- エフゲニー・フルノフ
- パーヴェル・ドィベーンコ（英語版）（3回）
- パーヴェル・ソロヴョーフ（ロシア語版）
- ヴャチェスラフ・ゾフ（英語版）
- ボレスワフ・コントリム（英語版）（3回）
- アブラム・スルツキー（2回）
- アレクサ・ドゥンディッチ（英語版）
- アレクサンドル・プィリツィン（英語版）
- コンスタンチン・クラサーヴィン（英語版）（3回）
- ネストル・マフノ[10]
- ワシーリー・スターリン

### 軍隊
- バルト海艦隊（2回）
- 北方艦隊（1回）
- 太平洋艦隊（1回）
- 極東軍管区
- 第1赤旗軍（英語版）
- 第1親衛戦車軍
- 第2親衛戦車軍（英語版）
- 第1狙撃師団（英語版）
- 第6狙撃師団（英語版）
- 第20親衛狙撃師団
- 第24狙撃師団（3回）
- 第27親衛狙撃師団（英語版）
- 第39親衛狙撃師団（英語版）（2回）
- 第93親衛狙撃師団（2回）
- 第19自動車化狙撃師団（英語版）
- 第76親衛空挺師団
- 第85狙撃師団（英語版）
- 第100親衛狙撃師団（英語版）
- 第106親衛空挺師団
- 第72独立親衛狙撃旅団
- 第17狙撃連隊（第32狙撃師団（英語版））
- 独立作戦任務師団
- ノルマンディ・ニーメン

## 個々の偉業
下記のとおり、赤旗勲章に値するのは外部の敵のみだけではなく、ソ連内部の敵に対しても、英雄的、勇敢な行動を行えば同じように授与された。
- ミハイル・ミーニン（英語版）、ベルリンの戦いにおいてライヒスターク（国会議事堂）に最初に突入した兵士で、1945年4月30日22時40分にライヒスタークの屋根の上に赤旗を掲げた功績により授与された。
- パーヴェル・ドィベーンコ（英語版）は、3回赤旗勲章を受章しており、最初の受賞は1921年のクロンシュタットの反乱を鎮圧した功績によるもので、2つ目の受賞は1922年の農民蜂起を鎮圧した功績により授与された。
- アレクサンドル・フィリーポフ（英語版）は、スターリングラード攻防戦でドイツ軍に対してスパイ活動を行い、それにより死後の1944年に授与された。
- ヴァシーリー・ブロヒーン（英語版）は、スターリン統治下の大量処刑を監督し、数々の死刑の執行を行った功績により、1941年に授与された。
- ミハイル・ヴォドピャーノフ（英語版）は、4回赤旗勲章を受章し、その内の2回は第二次世界大戦中にたびたび長距離爆撃機群を直接率い任務を遂行した功績によるもの。

## 余談
- ジョージ・オーウェルの著作による動物農場（1945年）では風刺として、緑旗勲章が登場する。